# Sami Uğurlu
Sami Uğurlu (Smirne, 27 aprile 1978) è un allenatore di calcio ed ex calciatore turco, di ruolo difensore.